# Чайка шпорова
Чайка шпорова (Vanellus spinosus) — вид птахів родини сивкових (Charadriidae).

## Поширення
Цей птах гніздиться у східній частині Середземномор'я (Туреччина, Греція, Ізраїль) і в широкому поясі, що тягнеться від західної частини Африки південніше Сахари до Аравійського півострова та, з півночі на південь, від Єгипту до Демократичної Республіки Конго і Танзанії. Бродяжні птахи спостерігаються в Центральній і Південній Європі та в Південній Африці (Замбія, Ангола). Мешкає на водно-болотяних угіддях.

## Опис
Це середнього розміру чайки з чорними тіменем, грудьми, смугою на передній частині шиї та хвостом. Обличчя, решта шиї і черево білі, а крила і спина світло-коричневі. Дзьоб і ноги чорні.